# 周文雍
周文雍（1905年8月—1928年2月6日），男，广东开平人，中国工人运动领袖，革命烈士。1927年广州起义时，任广州苏维埃政府人民劳动委员。
1923年周文雍在广东省立第一甲种工业专科学校加入中国社会主义青年团，任学校团支部书记兼学生会会长。1925年加入中国共产党。被学校开除，后从事工人运动，参加省港大罢工，任中共广东区委工人运动委员会书记。1926年任中共两广区委委员兼青年委员。1927年任中共广州市委组织部部长。广州起义时任中共广州市委工委书记兼赤卫队总指挥，是起义主要领导人之一。广州苏维埃政府成立后，任人民劳动委员。1928年1月被捕, 2月6日被杀害于广州红花岗。就义前和未婚妻、共产党员陈铁军举行了刑场上的婚礼。

## 家庭
妻子陈铁军，二人在红花岗刑场被执行枪决前举行了刑场上的婚礼。

## 纪念
- 周文雍烈士祖屋